# Pizzo di Campedell
Pizzo di Campedell är en bergstopp i Schweiz.   Den ligger i distriktet Riviera och kantonen Ticino, i den sydöstra delen av landet, 140 km sydost om huvudstaden Bern. Toppen på Pizzo di Campedell är 2 724 meter över havet, eller 957 meter över den omgivande terrängen. Bredden vid basen är 7,6 km.
Terrängen runt Pizzo di Campedell är huvudsakligen mycket bergig. Närmaste större samhälle är Biasca, 8,4 km nordväst om Pizzo di Campedell. 
I omgivningarna runt Pizzo di Campedell växer i huvudsak blandskog. Runt Pizzo di Campedell är det ganska tätbefolkat, med 54 invånare per kvadratkilometer.